# Шохина, Вера Васильевна
Ве́ра Васи́льевна Шо́хина (в девичестве Зелепу́кина) — советская спортсменка, мастер спорта СССР международного класса по спортивной акробатике, чемпионка СССР.

## Биография
Занималась акробатикой в Воронеже в местной СДЮСШОР, тренировалась у В. Литвинова.
В 1976 год Веру Зелепукину пригласили в Тольятти, где она вошла в состав местной женской тройки, заменив Людмилу Гуляеву. В Тольятти же познакомилась с будущим мужем, шестикратным чемпионом СССР, победителем Кубка мира Юрием Шохиным, которого пригласили туда в качестве тренера. Вскоре у пары родилась дочь Ольга, а еще через шесть лет дочь Мария. Позднее пара перебралась в Воронеж.

## Достижения
Подготовка женских пар в спортивной акробатике и соревнования между ними начались в СССР только после того, как оказалось, что женские парные упражнения включены в программу первого чемпионата мира по акробатике. Первые пары сформировались в Волгограде, Москве и Воронеже. Тренерский совет решил отправить на чемпионат воронежскую пару из Веры Зелепукиной и Татьяны Бурлаковой. Противостояли им пары из Болгарии, ФРГ и Польши, где данная дисциплина развивалась уже несколько лет, поэтому бронзовые медали в многоборье и серебряные во втором упражнении были расценены как победа
Выступая в тройке вместе с Тамарой Дубровиной и Татьяной Саблиной Вера Зелепукина в 1977 выиграла 5-е международные соревнования в память лётчика-космонавта СССР В. Н. Волкова, а в 1978 году завоевала титул чемпиона РСФСР и СССР.
Мастер спорта СССР международного класса.